# Горбенко, Игорь Юрьевич
Игорь Юрьевич Горбенко (род. 6 ноября 1971, Павлоградка, Омская область) — российский хоккеист-нападающий; тренер.

## Биография
Брат-близнец Олег также бывший хоккеист, а ныне тренер. Воспитанники омского «Авангарда».
Выступал за «Ермак» (Ангарск), «Авангард» (Омск, 1993/1994), «Сибирь» (Новосибирск, 1994/1995, 1999/2000), «Рубин» (Тюмень, 1994/1995), «Заполярник» (Норильск), «СКА-Амур»/«Амур» (Хабаровск, 1996—1999), «Мотор» (Барнаул, 2000/2001), «Самородок» (Хабаровск, 2001—2002), «Компрессор» (Санкт-Петербург, 2004). Завершил карьеру игрока после серьёзной травмы.
В 2004—2010 годах тренер в СДЮШОР «Локомотив» (Ярославль), работал с командами 1994 и 1996 годов рождения. С 1 июля 2010 по 7 ноября 2011 года главный тренер МХК «Мытищинские Атланты», провёл 84 матча, в которых команда одержала 50 побед; тренер сборной Запада на Кубке вызова МХЛ 2011. С 7 декабря 2011 года по 3 октября 2012 года главный тренер ярославского МХК «Локо», провёл 43 матча, в которых команда одержала 18 побед. В 2013 году главный тренер клуба «Капитан» (Ступино).
Горбенко возглавил «Юнисон-Москва» в феврале 2023 года и дошел с командой до четвертьфинала плей-офф НМХЛ. В сезоне-2023/24 под его руководством клуб выиграл регулярный чемпионат, а затем стал чемпионом НМХЛ, завоевав Кубок Регионов. Помимо этого, по ходу сезона-2023/24 команда обновила рекорд лиги, одержав 20 побед кряду, по итогам этого же сезона Игорь Юрьевич стал лучшим тренером. 26 ноября 2024 года покинул команду.